# Брдо (Бује)
Брдо (итал. Collalto) је насељено место у Републици Хрватској у Истарској жупанији. Административно је у саставу Града Буја.

## Становништво
Према задњем попису становништва из 2001. године у насељу Брдо живело је 16 становника који су живели у 7 породичних домаћинстава.
Кретање броја становника по пописима 1857—2001.
| година пописа  | 1857. | 1869. | 1880. | 1890. | 1900. | 1910. | 1921. | 1931. | 1948. | 1953. | 1961. | 1971. | 1981. | 1991. | 2001. |
| бр. становника | 134   | 142   | 155   | 164   | 142   | 189   | 311   | 304   | 167   | 62    | 46    | 19    | 16    | 12    | 16    |

Напомена: У 1921. i 1931. садржи податке за насеље Брич. 